# Hyalinarcha hyalina
Hyalinarcha hyalina là một loài bướm đêm trong họ Crambidae.